# لاسي فالك
لاسي فالك (بالسويدية: Lasse Falk)‏ هو مدرب هوكي جليد سويدي، ولد في 11 مايو 1958.